# 弦楽四重奏曲第3番 (ベートーヴェン)
ルートヴィヒ・ヴァン・ベートーヴェン作曲の弦楽四重奏曲第3番（げんがくしじゅうそうきょくだいさんばん）ニ長調op.18-3は1798年に書かれた。6曲セットでop.18として出版されたが、この曲はその番号に関わらず、曲集では最初に作られ、のどかな曲想を持ち、ごく古典的である。

## 構成
第1楽章 allegro ソナタ形式
7度上行で始まる第1主題が10小節という、変則的な形をとり、ニ長調でありながら第2主題がハ長調で開始されるという、作曲上の工夫が見られる。
第2楽章 Andante con moto 変ロ長調
第3楽章 Allegro
明記されていないが、スケルツォの形をとる。主部の前半8小節が嬰ヘ短調で終始するなど、和声的な工夫がある。中間部はミノーレ（ニ短調）となり、滑らかな動きによって、主部と対比される。
第4楽章 Presto ソナタ形式
語りかけるような第1主題と、ユーモアに満ちた第2主題からなる。